# Die Simpsons/Staffel 15
Die fünfzehnte Staffel der US-amerikanischen Zeichentrickserie Die Simpsons wurde vom 2. November 2003 bis zum 23. Mai 2004 auf dem US-amerikanischen Sender Fox gesendet. Die deutschsprachige Free-TV-Erstausstrahlung sendete der Sender ProSieben vom 30. Oktober 2004 bis zum 5. März 2005.
Die Staffel wurde am 4. Dezember 2012 in den Vereinigten Staaten und am 3. Dezember 2012 in Deutschland auf DVD veröffentlicht. Die Blu-ray Veröffentlichung erfolgte in den Vereinigten Staaten ebenfalls am 4. Dezember 2012. In Deutschland erschien die Staffel erst am 12. Dezember 2012 auf Blu-ray.

## Episoden
| Nr. (ges.) | Nr. (St.) | Deutscher Titel                                                       | Originaltitel                                                     | Erstausstrahlung (USA) | Deutschsprachige Erstausstrahlung (D) | Regie                           | Drehbuch          | Prodc. |
| --- | --------- | --------------------------------------------------------------------- | ----------------------------------------------------------------- | ---------------------- | ------------------------------------- | ------------------------------- | ----------------- | ------ |
| 314 | 1         | Todesgrüße aus Springfield                                            | Treehouse of Horror XIV                                           | 2. Nov. 2003           | 30. Okt. 2004                         | John Swartzwelder               | Steven Dean Moore | EABF21 |
| Sensenmannwahnsinn – Nach einer Verfolgungsjagd tötet Homer den Tod, weshalb niemand mehr auf der Welt stirbt. Später wird Homer selbst zum Tod und soll Marge töten. Frinkenstein – Professor Frink soll den Nobelpreis erhalten und möchte zur Preisverleihung seinen toten Vater wiederbeleben. Halte die Welt an, ich möchte ausbüxen – Bart und Milhouse bestellen eine Uhr, mit der sie die Zeit anhalten können. |           |                                                                       |                                                                   |                        |                                       |                                 |                   |        |
| 315 | 2         | Wiedersehen nach Jahren                                               | My Mother the Carjacker                                           | 9. Nov. 2003           | 25. Sep. 2004                         | Michael Price                   | Nancy Kruse       | EABF18 |
| Homer trifft mit Hilfe einer geheimen Nachricht in der Zeitung seine Mutter Mona wieder, nur um sie versehentlich der Polizei auszuliefern. Sie wird jedoch freigesprochen und kann nun mit Homer verlorene Zeit nachholen. Mr. Burns gelingt es jedoch, sie wegen eines anderen Vergehens doch noch ins Gefängnis zu bringen. Sie kann mit einem Gefangenentransporter flüchten, der jedoch einen Abhang herunterstürzt. Während Mona totgeglaubt wird, versucht sie erneut, Homer geheime Nachrichten über die Zeitung zu übermitteln. |           |                                                                       |                                                                   |                        |                                       |                                 |                   |        |
| 316 | 3         | Die Perlen-Präsidentin                                                | The President Wore Pearls                                         | 16. Nov. 2003          | 2. Okt. 2004                          | Dana Gould                      | Mike B. Anderson  | EABF20 |
| Lisa wird zur neuen Schulsprecherin gewählt. Ihr engagiertes Handeln ist den Lehrern allerdings ein Dorn im Auge. Sie manipulieren Lisa, so dass diese einen Vertrag unterschreibt, womit Kunst, Musik und Sport aus der Schule abgeschafft wird. Lisa tritt als Schulsprecherin zurück und ruft die Schüler zu einem Streik auf. |           |                                                                       |                                                                   |                        |                                       |                                 |                   |        |
| 317 | 4         | Die Queen ist nicht erfreut                                           | The Regina Monologues                                             | 23. Nov. 2003          | 9. Okt. 2004                          | John Swartzwelder               | Mark Kirkland     | EABF22 |
| Die Simpsons reisen nach England. Während Grampa nach einer Engländerin aus den Kriegsjahren sucht, die er vermisst, hat Homer einen unangenehmen Unfall mit der Queen und wird in den Tower von London geworfen. Schließlich wird er von der Queen begnadigt. Grandpa trifft nun seine alte Liebe wieder. Ihre Tochter namens Abbey ist Homer wie aus dem Gesicht geschnitten. Fluchtartig verlassen die Simpsons England. |           |                                                                       |                                                                   |                        |                                       |                                 |                   |        |
| 318 | 5         | Der Dicke und der Bär                                                 | The Fat and the Furriest                                          | 30. Nov. 2003          | 16. Okt. 2004                         | Joel H. Cohen                   | Matthew Nastuk    | EABF19 |
| Homer wird auf einer Müllkippe von einem Bären angegriffen, entkommt aber. Um seine Ehre zu verteidigen, beschließt er, den Bären zu töten und entwickelt einen speziellen Schutzanzug. |           |                                                                       |                                                                   |                        |                                       |                                 |                   |        |
| 319 | 6         | Krustys Bar Mitzvah                                                   | Today I am A Clown                                                | 7. Dez. 2003           | 23. Okt. 2004                         | Joel H. Cohen                   | Nancy Kruse       | FABF01 |
| Krusty entdeckt, dass er nicht auf dem jüdischen „Walk of Fame“ erwähnt wird, da er keine Bar-Mitzvah hatte. Er will sie mit seinem Vater nachholen und übergibt seine Show deshalb an Homer, der eine Talkshow mit Moe, Lenny und Carl daraus macht – mit großem Erfolg. Nachdem Homer eine Idee von Lisa umgesetzt hat, wird die Show abgesetzt. |           |                                                                       |                                                                   |                        |                                       |                                 |                   |        |
| 320 | 7         | Eine Simpsons-Weihnachtsgeschichte                                    | ’Tis The Fifteenth Season                                         | 14. Dez. 2003          | 18. Dez. 2004                         | Michael Price                   | Steven Dean Moore | FABF02 |
| Homer enttäuscht die Familie, als er statt eines Weihnachtsbaums ein teures Geschenk für sich selbst kauft. Die Weihnachtsgeschichte im Fernsehen läutert ihn jedoch über Nacht und er übt sich in guten Taten. Er ist so erfolgreich, dass Ned neidisch wird und versucht, ihn zu übertrumpfen. |           |                                                                       |                                                                   |                        |                                       |                                 |                   |        |
| 321 | 8         | Marge gegen Singles, Senioren, kinderlose Paare, Teenager und Schwule | Marge vs. Singles, Seniors, Childless Couples and Teens, and Gays | 4. Jan. 2004           | 6. Nov. 2004                          | Jon Vitti                       | Bob Anderson      | FABF03 |
| Marge kauft Maggie eine CD speziell für Kleinkinder, die Homer, Bart und Lisa bald darauf gründlich auf die Nerven geht. Bei einem Open-Air-Konzert für Kleinkinder kommt es zu einem Tumult. Es entsteht so viel Schaden, dass die kinderlose Bevölkerung von Springfield verärgert fordert, in Zukunft weniger Steuern zu zahlen. |           |                                                                       |                                                                   |                        |                                       |                                 |                   |        |
| 322 | 9         | Häuptling KnockaHomer                                                 | I, D’oh-Bot                                                       | 11. Jan. 2004          | 13. Nov. 2004                         | Dan Greaney & Allen Glazier     | Lauren MacMullan  | FABF04 |
| Eine Fernsehshow über Roboterkämpfe bringt Homer auf die Idee, für Bart einen Roboter zu bauen. Da er aber scheitert, baut er lediglich ein leeres Gehäuse und bedient den Roboter aus dem Inneren heraus. Außerdem stirbt in dieser Folge Schneeball II und wird durch mehrere Katzen ersetzt, die alle ebenfalls sofort dahinscheiden. |           |                                                                       |                                                                   |                        |                                       |                                 |                   |        |
| 323 | 10        | Fantasien einer durchgeknallten Hausfrau                              | Diatribe of a Mad Housewife                                       | 25. Jan. 2004          | 20. Nov. 2004                         | Robin J. Stein                  | Mark Kirkland     | FABF05 |
| Marge schreibt ein Buch, dessen Hauptfiguren an sie und Homer erinnern. Homers Figur wandelt sich immer mehr zum Bösen und Ned Flanders wird in ihrer Fantasie zum jugendlichen Liebhaber. Allen Bürgern Springfields fällt diese Parallele auf, nur nicht Homer, der zu faul ist das Buch zu lesen. |           |                                                                       |                                                                   |                        |                                       |                                 |                   |        |
| 324 | 11        | Geschichtsstunde mit Marge                                            | Margical History Tour                                             | 8. Feb. 2004           | 27. Nov. 2004                         | Brian Kelley                    | Mike B. Anderson  | FABF06 |
| In der Bibliothek fehlen die Bücher, weshalb Marge für Milhouse, Lisa und Bart eine private Geschichtsstunde abhält: Homer als Heinrich VIII. Lenny und Carl als Lewis und Clark Bart als Mozart |           |                                                                       |                                                                   |                        |                                       |                                 |                   |        |
| 325 | 12        | Milhouse lebt hier nicht mehr                                         | Milhouse Doesn’t Live Here Anymore                                | 15. Feb. 2004          | 4. Dez. 2004                          | Julie Chambers & David Chambers | Matthew Nastuk    | FABF07 |
| Bei einem Museumsbesuch im „Museum für Fernsehen und TV“ benimmt sich Milhouse ungewöhnlich daneben. Bart entdeckt bald, was dahinter steckt: Milhouse und seine Mutter ziehen nach Capitol City. Bart muss lernen, ohne seinen besten Freund auszukommen und freundet sich mit Lisa an. |           |                                                                       |                                                                   |                        |                                       |                                 |                   |        |
| 326 | 13        | Klug & Klüger                                                         | Smart and Smarter                                                 | 22. Feb. 2004          | 11. Dez. 2004                         | Carolyn Omine                   | Steven Dean Moore | FABF09 |
| Homer beschließt, Maggie auf eine spezielle Vorschule für Kleinkinder zu schicken. Als bei einem Test herauskommt, dass sie einen höheren IQ als Lisa besitzt, gerät diese in eine Identitätskrise und läuft weg. Später stellt sich jedoch heraus, dass Maggie nur minimale im Unterbewusstsein von Lisa gegebene Handzeichen gedeutet hat. Deshalb kommt Maggie zum Schluss in einen normalen Kindergarten. |           |                                                                       |                                                                   |                        |                                       |                                 |                   |        |
| 327 | 14        | Rat mal, wer zum Essen kommt                                          | The Ziff Who Came to Dinner                                       | 14. März 2004          | 8. Jan. 2005                          | Deb Lacusta & Dan Castellaneta  | Nancy Kruse       | FABF08 |
| Nachdem Homer seine und die Flanders-Kinder in einen Horrorfilm mitgenommen hat, in dem Lenny mitspielt, hören Bart und Lisa ängstlich Geräusche vom Dachboden und entdecken dort Artie Ziff, der sich dort eingenistet hat, weil seine Internet-Firma pleiteging. Als Homer sämtliche Aktien an der Firma beim Pokern gewinnt, wird er von der Steuerbehörde festgenommen. |           |                                                                       |                                                                   |                        |                                       |                                 |                   |        |
| 328 | 15        | Marge im Suff                                                         | Co-Dependent’s Day                                                | 21. März 2004          | 15. Jan. 2005                         | Matt Warburton                  | Bob Anderson      | FABF10 |
| Weil Bart und Lisa von dem neuesten Film „Cosmic Wars“-Reihe enttäuscht sind, fahren die Simpsons nach Nord-Kalifornien, um dem Schöpfer dieser Filmserie persönlich die Meinung zu sagen. Marge und Homer besuchen eine Weinkellerei und betrinken sich, worauf Marge immer häufiger in Gesellschaft von Homer trinkt. Auf der Heimfahrt von einem Fest verursacht Homer einen Verkehrsunfall, den er Marge in die Schuhe schiebt. Diese kommt in eine Reha-Klinik für Alkoholiker.                                                     |           |                                                                       |                                                                   |                        |                                       |                                 |                   |        |
| 329 | 16        | Die Verurteilten                                                      | The Wandering Juvie                                               | 28. März 2004          | 22. Jan. 2005                         | John Frink & Don Payne          | Lauren MacMullan  | FABF11 |
| Durch einen Kaufhausbesuch kommt Bart auf die Idee, eine Hochzeit vorzutäuschen, um Geschenke zu erlangen. Da ihm Chief Wiggum aber auf die Schliche kommt, wird er ins Jugendgefängnis gesteckt, wo er Gina kennenlernt. Er flüchtet mit ihr, doch die beiden werden von Wiggum geschnappt. |           |                                                                       |                                                                   |                        |                                       |                                 |                   |        |
| 330 | 17        | Hochzeit auf Klingonisch                                              | My Big Fat Geek Wedding                                           | 18. Apr. 2004          | 29. Jan. 2005                         | Kevin Curran                    | Mark Kirkland     | FABF12 |
| Die Hochzeit von Edna Krabappel und Seymour Skinner steht ins Haus, aber als es soweit ist, flieht Edna, weil sie ahnt, dass Seymour sich immer noch nicht sicher ist. Homer und Marge versuchen, die beiden wieder zusammenzubringen, aber Edna freundet sich mit dem Comic-Buchhändler an. Skinner versucht, Edna zurückzugewinnen. Später gibt Mrs. Krabappel beiden einen Korb. |           |                                                                       |                                                                   |                        |                                       |                                 |                   |        |
| 331 | 18        | Auf der Flucht                                                        | Catch ’Em If You Can                                              | 25. Apr. 2004          | 5. Feb. 2005                          | Ian Maxtone-Graham              | Matthew Nastuk    | FABF14 |
| Homer und Marge sollen eigentlich zu einem Familientreffen fliegen, entscheiden sich aber spontan, die Zeit ohne die Kinder zu einem Kurzurlaub in Miami zu nutzen. Als das Hotel, in dem sie eigentlich wohnen sollten, von einem Tornado zerstört wird, kommen ihnen Bart und Lisa auf die Spur und folgen den Eltern zusammen mit Grampa quer durch die Vereinigten Staaten. |           |                                                                       |                                                                   |                        |                                       |                                 |                   |        |
| 332 | 19        | Der Tortenmann schlägt zurück                                         | Simple Simpson                                                    | 2. Mai 2004            | 12. Feb. 2005                         | Jon Vitti                       | Jim Reardon       | FABF15 |
| Homer gewinnt einen Platz als Juror auf der Landwirtschaftsmesse in Springfield. Als Lisas Beitrag im Tischdecken jedoch ungerecht behandelt wird, beschließt er, seine Tochter unerkannt zu rächen. Als „Tortenmann“ verkleidet sühnt er fortan Ungerechtigkeiten, indem er Kuchen in die Gesichter der Übeltäter wirft. |           |                                                                       |                                                                   |                        |                                       |                                 |                   |        |
| 333 | 20        | Die erste Liebe                                                       | The Way We Weren’t                                                | 9. Mai 2004            | 19. Feb. 2005                         | J. Stewart Burns                | Mike B. Anderson  | FABF13 |
| Ein weiterer Blick in die Vergangenheit: Man erfährt die wahre Geschichte von Homers und Marges erstem Kuss, der sich viel früher zugetragen hat, als die beiden bis dahin glaubten – im Alter von zehn Jahren in einem Sommercamp. Da Homer damals Marges Herz gebrochen hat, kommt es zu einer Krise zwischen den beiden. |           |                                                                       |                                                                   |                        |                                       |                                 |                   |        |
| 334 | 21        | Geächtet                                                              | Bart-Mangled Banner                                               | 16. Mai 2004           | 26. Feb. 2005                         | John Frink                      | Steven Dean Moore | FABF17 |
| Nach einer unwillkürlichen Missachtung der amerikanischen Flagge werden Bart und seine Familie von allen Seiten angefeindet und alle Versuche die Vorwürfe des mangelnden Patriotismus abzuschütteln machen die Sache nur noch schlimmer, so dass die Simpsons schließlich eingesperrt werden. |           |                                                                       |                                                                   |                        |                                       |                                 |                   |        |
| 335 | 22        | Der große Nachrichtenschwindel                                        | Fraudcast News                                                    | 23. Mai 2004           | 5. März 2005                          | Don Payne                       | Bob Anderson      | FABF18 |
| Nachdem er nur knapp einer Naturkatastrophe entgeht, bemerkt Mr. Burns, dass ihn niemand vermissen würde. Also beschließt er, sämtliche Medienunternehmen in Springfield aufzukaufen. Zur gleichen Zeit hat Lisa gerade die erste Ausgabe einer eigenen Zeitung herausgebracht und ist somit die einzige Konkurrentin von Mr. Burns. |           |                                                                       |                                                                   |                        |                                       |                                 |                   |        |